# 1730 w muzyce
Wydarzenia muzyczne w 1730 roku.

## Dzieła
- Jan Dismas Zelenka – Missa Gratias agimus tibi w D-dur
- Jan Dismas Zelenka – Il serpente di bronzo
- Jan Dismas Zelenka – Laetatus sum w A
- Jan Dismas Zelenka – Exesultet orbis gaudiis w D
- Jan Dismas Zelenka – Alma Redemptoris Mater w D
- Jan Dismas Zelenka – Salve Regina w a
- Jan Dismas Zelenka – Haec dies w C (hymn)

## Dzieła operowe
- Johann Adolf Hasse – Artaserse
- Riccardo Broschi – Idaspe

## Urodzili się
- 14 czerwca – Antonio Sacchini, włoski kompozytor operowy (zm. 1786)
- 12 listopada – Caterina Gabrielli, włoska śpiewaczka operowa (sopran koloraturowy) (zm. 1796)

## Zmarli
- 17 marca – Antonín Reichenauer, czeski kompozytor baroku (ur. ok. 1694)
- 27 maja – Leonardo Vinci, włoski kompozytor operowy epoki późnego baroku (ur. 1690 lub 1696)
- 19 lipca – Jean Baptiste Loeillet of London, flamandzki kompozytor, oboista, flecista, klarnecista i skrzypek (ur. 1680)
- 10 sierpnia – Sébastien de Brossard, francuski kompozytor i pisarz muzyczny (ur. 1655)
- 15 października – Jean-Baptiste Senaillé, francuski kompozytor i skrzypek (ur. 1687)